# Giacomo Zanussi
 (décembre 2019).
Si vous disposez d'ouvrages ou d'articles de référence ou si vous connaissez des sites web de qualité traitant du thème abordé ici, merci de compléter l'article en donnant les références utiles à sa vérifiabilité et en les liant à la section « Notes et références ».
Pour les articles homonymes, voir Zanussi.
Giacomo Zanussi (né à Aviano le 9 mai 1894 et mort à Milan le 29 août 1966) est un général italien qui s’est distingué pendant la guerre civile espagnole, où il a reçu une médaille d’argent et une croix de guerre pour la valeur militaire ainsi qu’une promotion pour mérite de guerre.

## Biographie
Pendant la Seconde Guerre mondiale, il participa à l’invasion de la Yougoslavie en tant que chef d’état-major adjoint de la 2e Armée, puis sous les ordres du général Mario Roatta. Promu général de brigade pour ses mérites exceptionnels en 1943, il fut l’un des protagonistes des négociations avec les Anglo-Américains qui aboutirent à la signature de l’armistice de Cassibile. Il prit part à la fuite du roi et des chefs de l’armée depuis Rome jusqu’à Brindisi et, le 28 septembre, reçut le commandement du nouveau 1er Groupe  motorisé et aurait dû opérer contre les troupes allemandes aux côtés des troupes alliées mais, le lendemain, il fut remplacé à ce poste par le général Vincenzo Dapino (it).
En janvier 1945, il prit le commandement du groupe de combat « Crémone » avec lequel il participa à la libération de Venise à la suite de laquelle il fut décoré de la croix de chevalier de l’Ordre militaire d'Italie.
Après la fin de la guerre, il écrivit plusieurs livres historiques sur des questions militaires, dont Guerra e catastrofe d’Italia, publié en deux volumes à la fin de 1945.